# Псижа (деревня)
Псижа — деревня в Старорусском районе Новгородской области в составе Наговского сельского поселения.

## География
Находится в южной части Новгородской области на расстоянии приблизительно 26 км на запад-северо-запад по прямой от железнодорожного вокзала города Старая Русса на правом берегу речки Псижа.

## История
На карте 1840 года уже была обозначена как поселение с 42 дворами. В 1908 году здесь (Старорусский уезд Новгородской губернии) было учтено 67 дворов.

## Население
Численность населения: 376 человек (1908 год), 55 (русские 100 %) в 2002 году, 58 в 2010.